# تونی مارتین (خواننده آمریکایی)
تونی مارتین (انگلیسی: Tony Martin؛ ۲۵ دسامبر ۱۹۱۳ – ۲۷ ژوئیهٔ ۲۰۱۲) یک موسیقی‌دان اهل ایالات متحده آمریکا بود. وی بین سال‌های ۱۹۳۳ تا ۲۰۰۹ میلادی فعالیت می‌کرد.
از فیلم‌های او می‌توان به برخورد در شب و تا زمانی که ابرها کنار بروند اشاره نمود.